# Scopula amathodes
Scopula amathodes är en fjärilsart som beskrevs av Turner 1908. Scopula amathodes ingår i släktet Scopula och familjen mätare. Inga underarter finns listade.